# Oliver Baldwin, 2. Earl Baldwin of Bewdley
Oliver Ridsdale Baldwin, 2. Earl Baldwin of Bewdley (* 1. März 1899 in London; † 10. August 1958 in Mile End, London) war ein britischer Schriftsteller, der auch unter dem Pseudonym Martin Hussingtree veröffentlichte, und Politiker der Labour Party.
 

## Leben
Oliver Baldwin war das erstgeborene Kind des britischen Premierministers Stanley Baldwin aus dessen Ehe mit Lucy Ridsdale. Er hatte vier Schwestern und einen Bruder. Baldwin ging zunächst als Offizier der Irish Guards zur britischen Armee und kämpfte ab Juni 1918, in der Endphase des Ersten Weltkriegs, in Frankreich.
1919 war er kurzzeitig kommissarischer Vizekonsul in Boulogne-sur-Mer. 1920 ging er als Infanterieausbilder ins neugegründete Armenien im Türkisch-Armenischen Krieg. Beim Zusammenbruch der demokratischen Regierung Armeniens im Dezember 1920 geriet er in Gefangenschaft bolschewistischer Revolutionäre. Zwei Monate später wurde er freigelassen und geriet kurz darauf prompt in türkische Gefangenschaft, wo man ihn für einen sowjet-russischen Spion hielt. Fünf Monate später wurde er freigelassen und kehrte nach Großbritannien zurück.
Ab 1923 betätigte er sich als Schriftsteller und Politiker. Er trat der Labour Party bei, kandidierte bei der Unterhauswahl am 29. Oktober 1924 erfolglos im Wahlkreis Dudley in Worcestershire für einen Sitz im Unterhaus und distanzierte sich später von der Politik seines Vaters. Er wurde bei der Unterhauswahl am 30. Mai 1929 als Labour-Abgeordneter für Dudley ins Unterhaus gewählt und war bis zur Wahlniederlage in der vorgezogenen Unterhauswahl am 27. Oktober 1931 Mitglied des Unterhauses. Bei der Unterhauswahl am 14. November 1935 kandidierte er erfolglos im Wahlkreis Paisley in Renfrewshire.
Als sein Vater 1937 zum Earl Baldwin of Bewdley erhoben wurde, erhielt Oliver Baldwin als dessen Heir apparent den Höflichkeitstitel Viscount Corvedale. Anlässlich des Zweiten Weltkriegs trat er wieder in die britische Armee ein und diente als Major des Intelligence Corps im Nahen Osten und in Nordafrika.
Nach Kriegsende war er vom 5. Juli 1945 bis zum 14. Dezember 1947 als Abgeordneter für Paisley erneut Mitglied des Unterhauses. Als am 14. Dezember 1947 sein Vater starb, erbte er dessen Adelstitel als 2. Earl Baldwin of Bewdley und 2. Viscount Corvedale. Er wurde dadurch auf Lebenszeit Mitglied des House of Lords und schied dazu aus dem House of Commons aus.
Er wurde im Februar 1948 zum Gouverneur und Oberbefehlshaber der Inseln über dem Winde (Leeward Islands) ernannt. Er wurde 1950 von diesem Posten abberufen.
Baldwin lebte relativ offen in einer homosexuellen Beziehung mit seinem Partner John Boyce.
Als er am 10. August 1958 starb, fielen seine Adelstitel an seinen jüngeren Bruder Arthur Windham Baldwin (1904–1976) als 3. Earl.

## Werke (Auswahl)
- Konyetz: Roman, veröffentlicht unter seinem Pseudonym Martin Hussingtree, 1924
- Six Prisons and Two Revolutions: Memoiren, 1924
- Socialism and the Bible (englische Übersetzung von Les Principes du catholicisme social en face de l’Écriture sainte von Jean-Samuel Ouvret), 1928
- Conservatism and Wealth: A Radical Indictment (gemeinschaftlich mit Roger Chance), 1929
- The Questing Beast: An Autobiography, 1932
- Unborn Son: politischer Kommentar, 1933
- The Coming of Aïssa: being the life of Aïssa ben Yusuf of El Naseerta, otherwise known as Jesus of Nazareth, 1935
- Oasis: politischer und sozialer Kommentar, 1936